# Mass (película de 2021)
Mass es una película dramática estadounidense de 2021 escrita y dirigida por Fran Kranz en su debut como director. Está protagonizada por Reed Birney, Ann Dowd, Jason Isaacs y Martha Plimpton como padres afligidos que se reúnen para hablar sobre una tragedia que involucra a sus hijos. La película se estrenó en el Festival de Cine de Sundance 2021 el 30 de enero de 2021 y fue estrenada el 8 de octubre de 2021 por Bleecker Street. En los Premios BAFTA, Dowd recibió una nominación a Mejor actriz de reparto. Recibió  el premio de la juventud en el Festival Internacional de Cine de San Sebastián de 2021 en la sección Perlas.

## Sipnosis
Jay y Gail Perry son padres que están de duelo tras la muerte de su hijo Evan, víctima de un tiroteo en la escuela secundaria. Richard y Linda son los padres del perpetrador adolescente Hayden, quien se suicidó después de sus disparos. Seis años después de la tragedia, ambas parejas acuerdan encontrarse y conversar en un salón privado de una Iglesia Episcopal. Las parejas ya se habían conocido antes cuando Jay y Gail hicieron comentarios hirientes a Richard y Linda durante los procedimientos legales públicos que resultaron del incidente. Desde entonces, Jay había abogado públicamente por el control de armas y contra la posesión de armas, lo que provocó un breve debate entre él y Richard.

## Reparto
- Reed Birney como Richard
- Ann Dowd como Linda
- Jason Isaacs como Jay Perry
- Martha Plimpton como Gail Perry
- Breeda Wool como Judy
- Kagen Albright como Anthony
- Michelle N. Carter como Kendra

## Producción
En noviembre de 2019, se anunció que Fran Kranz escribiría y dirigiría Mass en su debut como director de largometrajes, con Reed Birney, Ann Dowd, Jason Isaacs y Martha Plimpton como protagonistas. Breeda Wool se unió al elenco en diciembre de 2019. La película se filmó durante un período de aproximadamente dos semanas a finales de 2019, y la filmación se llevó a cabo en la Iglesia Episcopal Emmanuel en Hailey, Idaho.

## Estreno
Mass se estrenó en el Festival de Cine de Sundance 2021 el 30 de enero de 2021 en la sección Premieres. En mayo de 2021, Bleecker Street adquirió los derechos de distribución de la película. Al final de su carrera, la película se habrá proyectado en festivales de cine en Busan, Charlottesville, Londres, San Sebastián, Sudbury, Woodstock y Zúrich. Su lanzamiento fue en octubre de 2021. En España se estrenó en abril de 2022.

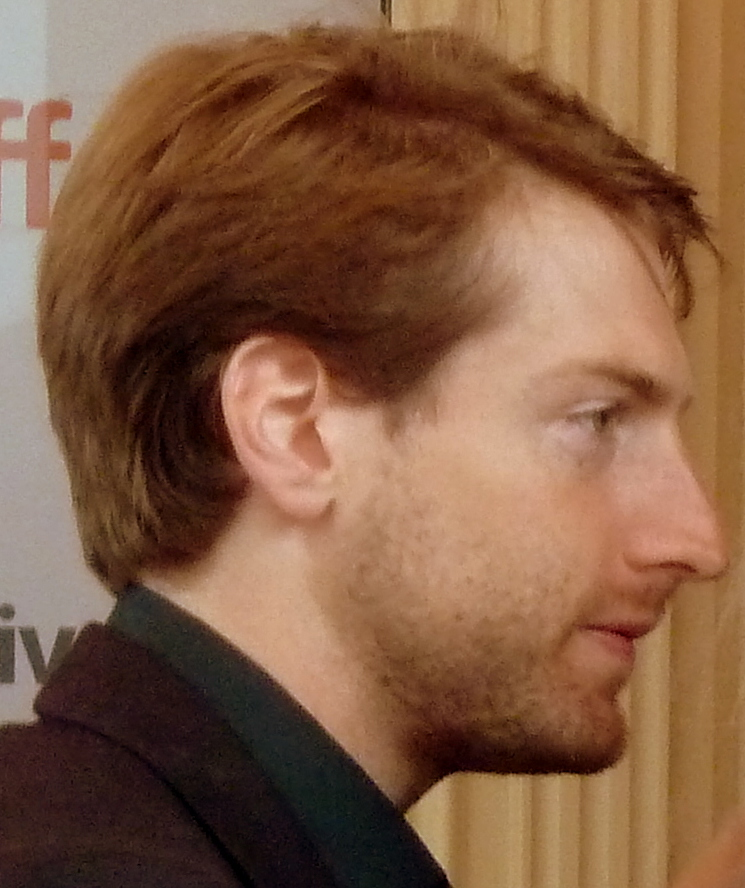
Mass recibió elogios universales de la crítica, que elogió el guion y la dirección de Fran Kranz.

## Recepción

### Taquilla
En su primer fin de semana, Mass ganó $13,485 en cuatro salas.

### La crítica
En el sitio web del agregador de revisión Rotten Tomatoes, el 95% de las 190 críticas son positivas, con una calificación promedio de 8.30/10. El consenso de los críticos del sitio dice: "Mass pide mucho a su audiencia, pero recompensa ese trabajo emocional con una mirada cruda al dolor que establece a Fran Kranz como un cineasta muy prometedor". Metacritic, que utiliza un promedio ponderado, asignó al film un puntaje de 81 de 100, basado en 33 críticos, indicando "aclamación universal".
La dirección y las técnicas narrativas de Kranz recibieron elogios. The Chicago Reader comparó la película con las obras del dramaturgo Tennessee Williams, calificándola de "fascinante e inolvidable". Richard Whittaker de The Austin Chronicle tuvo una respuesta similar y dijo en su reseña que la historia estaba "perfectamente contada". Escribiendo para Little White Lies, Hannah Strong resumió la película como un "estudio del dolor y la ira humanos con minucioso detalle, respaldado por un guion que es inquietantemente realista sin sumergirse en un territorio empalagoso o explotador". Owen Gleiberman, de Variety, dijo que la película "anuncia a Fran Kranz como un nuevo cineasta audaz que se ha ganado el derecho de excavar un tema tan sensible como este".
Las actuaciones en la película también recibieron elogios. Si bien Entertainment Weekly dijo que era "una oportunidad excepcional para ver a cuatro grandes actores", Salon.com dijo que la película "le da a cada miembro del elenco un gran discurso para emocionarse y expresar lo que sienten sus personajes". La conversación es ciertamente convincente a medida que se desarrolla". En su reseña para The Hollywood Reporter, David Rooney dijo que la película era "un reloj desgarrador, pero catártico, con cada uno de los cuatro magníficos actores principales ofreciendo escenas de liberación desgarradora". Además, la periodista de Vox, Alissa Wilkinson, dijo que Mass "deja mucho espacio para respirar para que los personajes tengan momentos auténticos de emoción y pone un marco gentil y lleno de gracia alrededor de una tragedia casi indescriptible. Es un escaparate para sus artistas, pero también es una experiencia valiosa para su audiencia".